# Damnazès
Damnazès (mort vers 520) est un roi de Lazique du VIe siècle, contemporain de l'empereur perse sassanide Kavadh Ier. Il est, comme les autres rois de Lazique de l'antiquité tardive, mentionné dans les chroniques contemporaines dans un contexte de rivalités dans le Caucase entre l'Empire romain d'orient (byzantin) et la Perse sassanide.

## Biographie
Damnazès est connu par l'historien byzantin Jean Malalas comme le père et le prédécesseur de Tzath, autre roi de Lazique. L'anonyme Chronicon Paschale le nomme Zamnaxes,. D'après l'hypothèse généalogique du professeur Cyrille Toumanoff, Damnazès est le fils du roi Gubazès Ier, connu comme ayant eu un fils codirigeant avec lui vers 456.
Damnazès, sujet du roi sassanide et bien que dirigeant un pays chrétien, professe le zoroastrisme. À sa mort, son fils et successeur Tzath rejette le couronnement perse et renoue avec Constantinople, pour que son accession au trône soit validée par l'empereur byzantin Justin Ier.

### Famille
Ont lui connait deux fils; l'ainé Tzath Ier succède à son père comme roi des Lazes, et le cadet Opsites épouse une noble romaine du nom de Theodora.